# Список серий аниме Fullmetal Alchemist: Brotherhood
Аниме-сериал Fullmetal Alchemist: Brotherhood насчитывает 64 серии. Первая серия была показана в Японии 5 апреля 2009 года, последняя — 4 июля 2010 года.
Ниже находится список эпизодов сериала с кратким описанием.

## Аниме-сериал
| | |                       |
| Эдвард и Альфонс Элрики по приказу фюрера Кинга Брэдли выслеживают алхимика-изгоя Исаака Макдугала. Из-за невнимательности Эдварда, «Ледяной алхимик» сбегает. Братья Элрики вместе с другими военными пытаются помешать Макдугалу, когда тот одновременно активизирует многочисленные круги преобразования в Централе, с помощью которых он намерен заморозить Центральный штаб. Эдвард подозревает использование философского камня, но не может подтвердить свои подозрения. К счастью, братья Элрики, полковник Рой Мустанг и майор Алекс Луи Армстронг срывают планы Макдугала похоронить Централ во льду. Алхимик-изгой пытается сбежать, но фюрер убивает его. | |                       |
| 02 | День Начала «Хадзимари но Хи» (はじまりの日)                                                       | 12 апреля 2009 года   |
| Эдвард и Альфонс отправляются в Лиор на поезде, вспоминая по дороге своё детство. Научившись основам алхимии по книгам отца, они попытались оживить свою мать Тришу Элрик, нарушив запрет на преобразование человека. В результате Ал потерял своё тело, а бестелесная фигура, назвавшаяся Истиной, показала Эду секрет совершенного человеческого преобразования в обмен на его левую ногу. Оказавшись дома, Эдвард ценой правой руки сумел присоединить душу Альфонса к доспехам. Полковник Маэс Хьюз показывает Мустангу документы по делу Макдугала, согласно которым тот использовал алхимию Сина (рэнтандзюцу), почти неизвестную в Аместрисе. Снова воспоминания о прошлом. Мастерство Эда, сумевшего выжить во время попытки преобразования человека и прикрепить душу брата, привлекло внимание Мустанга, который предлагает ему стать государственным алхимиком, соблазняя огромными возможностями для поисков способа вернуть тела. Эдвард принимает предложение и просит местных механиков бабушку Рокбелл и её внучку Уинри сделать ему автоброню, механические протезы, напрямую связанные с нервами. Сдав экзамен, Эд получает второе имя — «Стальной алхимик». | |                       |
| 03 | Град еретиков «Дзякё: но Мати» (邪教の街)                                                          | 19 апреля 2009 года   |
| Эд и Ал приезжают в Лиор, где на их глазах религиозный лидер и правитель города Корнелло творит «чудеса», которые, по мнению братьев, могут быть сделаны только с помощью философского камня. Они требуют от мошенника отдать им камень. В ответ Корнелло, обвинив братьев в совершении страшного греха, преобразовании человека, насылает на них химеру. Элрики сбегают, забрав с собой Розу Томас, мечтающую вернуть умершего возлюбленного. В то время как Альфонс объясняет Розе, какой страшный грех они совершили, Эдвард находит Корнелло и вызывает на откровенный разговор о его планах. Откровения Корнелло тайком от него транслируются на весь город. Корнелло использует философский камень, чтобы убить Эдварда, но терпит поражение. Философский камень оказался подделкой. Корнелло убегает от Эда и его убивают гомункулы Похоть и Чревоугодие. | |                       |
| 04 | Боль алхимика «Рэнкиндзюцуси но Куно:» (錬金術師の苦悩)                                            | 26 апреля 2009 года   |
| Неизвестный человек с крестообразным шрамом на лице убивает бригадного генерала Баска Грана. Фюрер приказывает Хьюзу и Армстронгу найти убийцу. Мустанг, желая помочь Эду и Алу, знакомит их с Шу Такером, «Алхимиком соединяющим жизни», который получил своё звание и имя за создание химеры, понимающей человеческую речь. Он открывает Элрикам свою богатейшую библиотеку для изучения способов преобразования живых существ. Дома у Такера братья знакомятся с его дочерью Ниной и собакой Александром. Такер, чтобы подтвердить своё право быть государственным алхимиком, создаёт новую говорящую химеру. Братья догадываются о том, что химера создана путём преобразования Нины и Александра, как и первая говорящая химера, которую Такер сделал из жены, якобы, пропавшей два года назад. Эдвард, придя в ярость, начинает избивать алхимика, но его останавливают Ал и Нина, по-прежнему любящая отца. В то время как Такер находится под арестом, его посещает человек со шрамом, который убивает алхимика, а затем и его дочь-химеру, желая прекратить страдания «жертвы алхимии». | |                       |
| 05 | Дождь печали «Канасими но Амэ» (哀しみの雨)                                                        | 3 мая 2009 года       |
| Лейтенант Риза Хоукай сообщает Эду и Алу, что Такер и его химера убиты. Тем временем, в Лиоре Похоть и гомункул Зависть, принявший обличье Корнелло, спровоцировали гражданскую войну между сторонниками и противниками пастора. Вернувшись в Восточный город, Эдвард и Альфонс подверглись атаке Шрама, решившего истребить всех государственных алхимиков. Шрам не сумел убить братьев благодаря вмешательству военных во главе с Мустангом, но сумел серьёзно повредить доспехи Ала и сломать автоброню Эда. Рой не смог одолеть Шрама, так как его огненная алхимия бесполезна в дождь, но полковнику помогает Хоукай. После появления Армстронга, вступившего в бой, выясняется, что Шрам ишварит. Ему удаётся бежать в канализацию. Мустанг рассказывает братьям Элрикам о войне в Ишваре. Эдвард и Альфонс решили вернуться в Резенбург, чтобы починить автоброню старшего брата. | |                       |
| 06 | Дорога надежды «Кибо: но Мити» (希望の道)                                                          | 10 мая 2009 года      |
| Армстронг, сопровождая Эда и Ала в Резенбург на поезде, замечает Тима Марко по прозвищу «Кристальный алхимик». Майор объясняет братьям, что доктор Марко был государственным алхимиком и проводил исследования в области биологической алхимии. Во время войны в Ишваре он был военным врачом и исчез в конце войны. Но самое главное то, что Марко исследовал философский камень и способы его создания. Вначале он отказался поделиться своими знаниями с Эдвардом, но потом сообщил где хранится его трактат. Уинри и бабушка Рокбелл сделали новую автоброню для Эда, после чего тот восстанавливает доспехи Ала. Затем братья вместе с Армстронгом отправляются назад в Централ, надеясь найти трактат Марко. | |                       |
| 07 | Скрытая истина «Какусарэта Синдзицу» (隠された真実)                                                | 17 мая 2009 года      |
| Вернувшись в Централ Эдвард и Альфонс узнают, что 1-е отделение Центральной библиотеки сгорело. Шрам вступает в бой с Похотью и Чревоугодием, получив в итоге тяжёлое ранение. К Эду и Алу приставляют охрану, младшего лейтенанта Марию Росс и унтер-офицера Дэни Броша. Они знакомят братьев с Ческой, которая раньше работала в 1-м отделении Центральной библиотеки, но была уволена за то, что всё своё рабочее время тратила на чтение. Ческа, как выяснилось, обладает феноменальной памятью, позволяющей ей с первого раза запоминать всё, что она прочла. Она запомнила трактат Марко и смогла сделать дубликат. Труд доктора оказался сборником кулинарных рецептов, но братья Элрики, решив, что таким образом Марко спрятал итоги своих исследований, начинают расшифровку его записей и узнают, что сырьём для философского камня являются живые люди. Эдвард просит Броша и Росс держать это знание в тайне, но Армстронг выбивает из них правду. Эд и Ал решают продолжить свои изыскания. Для этого они хотят попасть в Пятую лабораторию, якобы заброшенную, расположенную рядом с тюрьмой для приговорённых к смерти, которых можно использовать в качестве сырья. Братья тайком отправляются в Пятую лабораторию. Эд входит в здание через воздуховод, а Ал ждёт снаружи, не зная, что за ним наблюдают с крыши. | |                       |
| 08 | Пятая лаборатория «Дайго Кэнкю:дзё» (第五研究所)                                                   | 24 мая 2009 года      |
| На Альфонса снаружи нападает охранник №66, Эдвард внутри сталкивается с №48. Выясняется, что оба напавших — «живые доспехи», к броне которых прикреплены души убийц. Младший брат легко справляется со своим врагом, маньяком-убийцей Барри-мясником, пока тот не высказывает вслух предположение, что Ал в действительности никогда не существовал и его сделал Эд, желая иметь мощного неуязвимого помощника. Альфонс не хочет верить, но тут он вспоминает недавнюю обмолвку брата и начинает сомневаться в своём прошлом. Старший брат тем временем выясняет, что его противник оказывается парой братьев, каждый из которых контролирует различные части доспех. Эду удается победить лишь с помощью техники уничтожения Шрама, но прежде чем он успевает получить информацию о лаборатории от побеждённых братьев, как их убивают Похоть и Зависть. Снаружи Барри почти берёт верх над усомнившемся в себе Альфонсом, но его спасают Брош и Росс, после чего Мясник сбегает. Похоть и Зависть уничтожают лабораторию, чтобы скрыть информацию о философском камне, предварительно вынеся на улицу Эдварда, так как он важен для них. | |                       |
| 09 | Искусственные воспоминания «Цукурарэта Омой» (創られた想い)                                        | 31 мая 2009 года      |
| Эдвард и Альфонс госпитализированы после инцидента в Пятой лаборатории. Росс даёт Эду пощечину за его безрассудство и просит больше доверять взрослым. Эдвард вызывает в Централ Уинри, чтобы она отремонтировала его автоброню. Альфонс всё ещё раздумывает над словами Барри. Эд замечает странное поведение брата, но не знает причину этого. Хьюз приглашает Уинри на день рождения своей дочери Алисии, где девушка сетует на то, что Эдвард и Альфонс никогда ничего ей не рассказывают о своих делах. Хьюз говорит ей, что мужчины, как правило, скрывают свои проблемы, чтобы не беспокоить близких. Альфонс требует от Эдварда сказать правду о том, действительно ли у него искусственно созданная душа. Расстроенный Эд уходит прочь и Уинри кричит на Ала, говоря, что Эдвард боится того, что брат винит его в потере тела. Ал находит Эда и братья вместе предаются воспоминаниям. Между тем, раненный Шрам очнулся в лагере ишварских беженцев. | |                       |
| 10 | Пути расходятся «Сорэдзорэ но Юкусаки» (それぞれの行く先)                                          | 7 июня 2009 года      |
| Фюрер Брэдли навещает Эда в больнице и предупреждает братьев Элриков быть осторожными со всеми военными. Эдвард и Альфонс решили отправиться в город Дублис, где живёт их учитель алхимии Изуми Кёртис, надеясь от неё узнать о философском камне. Уинри, узнав, что на пути к Дублису находится город Рашвелл, известный своими мастерами автоброни, отправляется с ними. Хьюз обнаруживает связь между восстанием в Лиоре, Пятой лабораторией и войной в Ишваре. На него нападает Похоть. Хьюз сбегает от неё и пытается связаться с Мустангом, но его убивает Зависть, принявший личину Росс. Хьюз посмертно произведён в звание бригадного генерала. Мустанг расследует убийство друга и с помощью Армстронга приходит к выводу, что ответственность за смерть Хьюза может нести кто-то из руководства армии. | |                       |
| 11 | Чудо в Рашвелле «Рассюбарэ: но Кисэки» (ラッシュバレーの奇跡)                                      | 14 июня 2009 года     |
| В Рашвелле Панинья, ставшая воровкой, чтобы помогать своему приёмному отцу, крадёт у Эда его серебряные часы, знак государственного алхимика. Выследив девушку, братья Элрики и Уинри знакомятся с её отцом, Домиником, поразившим их своим умением делать автоброню. Уинри просит Доминика взять её в ученики, но получает резкий отказ. Зато Уинри смогла убедить Панинью вернуть часы и перестать воровать. В это время у снохи Доминика начинаются родовые схватки. Из-за плохой погоды женщину нельзя отвезти в город и Доминик уезжает за врачом. Уинри приходится принимать роды. После рождения внука Доминик несколько смягчился и направил Уинри к другому механику, у которого она сможет учиться. Оставив Уинри в Рашвелле, Эдвард и Альфонс уезжают в Дублис. | |                       |
| 12 | Одно есть всё, всё есть одно «Ити ва Дзэн, Дзэн ва Ити» (一は全、全は一)                           | 21 июня 2009 года     |
| Эдвард и Альфонс приезжают к Изуми и её мужу Сигу. Братья вспоминают, как они впервые встретились с учителем во время наводнения в Резенбурге и как смогли уговорить её взять их в ученики. Первым делом Изуми отвезла братьев на необитаемый остров, где оставила на месяц, заявив, что будет их учить только если они поймут смысл фразы «Одно есть всё, и всё едино». Встретив после долгой разлуки своих учеников, Изуми понимает, что Ал лишился тела, а также то, что Элрики пытались совершить запрещённое преобразование человека. Отругав братьев, Изуми рассказывает, что она сама пыталась возродить умершего сына. Именно тогда она потеряла часть внутренних органов. | |                       |
| 13 | Твари Даблиса «Дабурису но Кэмоно-тати» (ダブリスの獣たち)                                         | 28 июня 2009 года     |
| Отныне Эдвард и Альфонс не ученики Изуми, а равные ей. Полковника Мустанга переводят в Централ вместе с отобранными им людьми. В лагере беженцев старейшина ишваритов советует Шраму перестать мстить. Йоки и два бандита пытаются схватить Шрама, чтобы выдать его армии, но терпят поражение, после чего Йоки, желая спасти жизнь, клянётся Шраму служить верой и правдой. Ала заманили в ловушку и попытались захватить химеры из банды гомункула Алчность. Эдвард находит Алчность, который предлагает обучить его изготовлению гомункулов в обмен на информацию о том, как прикрепить душу человека к доспехам. Эд отказывается и нападает на Алчность, но тот благодаря своему «Абсолютному щиту» неуязвим для атак. Тем не менее, Эдвард находит способ нанести вред Алчности. Неожиданно в их схватку вмешивается Изуми. | |                       |
| 14 | Те, кто скрывается под землёй «Тика ни Хисому Моно-тати» (地下にひそむ者たち)                      | 5 июля 2009 года      |
| Солдаты под командованием Брэдли и Армстронга нападают на бар «Гнездо Дьявола», штаб-квартиру банды Алчности. Пока солдаты убивают бандитов из числа простых людей, фюрер спускается в канализацию, где вступает в поединок с Алчностью. Брэдли оказался сильнее, хотя для этого ему пришлось раскрыть свою истинную сущность. Роа и Дольчетто, пытаясь спасти Алчность, погибают от руки фюрера. Мартел, скрывавшаяся внутри доспехов Ала, пытается задушить Брэдли, который её убивает. Её кровь попадает на печать Альфонса и разблокирует его воспоминания. Ал рассказывает Эду, что ему удалось восстановить воспоминания о Вратах Истины, к которым он попал во время неудачной попытки оживить маму. Обессиленного Алчность взяли в плен, чтобы доставить его к Отцу, против которого он когда-то взбунтовался. Отец готов простить мятежника, но Алчность отказывается присоединиться к гомункулами, после чего Отец возвращает его в своё тело. | |                       |
| 15 | Посланцы с Востока «То:хо: но Сися» (東方の使者)                                                   | 12 июля 2009 года     |
| Шрам расправляется с государственным алхимиком, известным как «Серебряный алхимик». Вернувшись в своё временное укрытие, Шрам обнаруживает там помимо Йоки девочку, принцессу клана Чан из Сина по имени Мэй Чан, прибывшую в Аместрис в поисках философского камня. Барри-мясник схвачен Мустангом, Хоукай и прапорщиком Фарманом. Братья Элрики возвращаются в Рашвелл, чтобы отремонтировать автоброню Эдварда. Там они знакомятся с принцем из Сина по имени Линг Яо, приехавшим в Аместрис для изучения алхимии Запада. Телохранители принца Фу и Лан Фан нападают на братьев, в надежде добиться от них тайны философского камня. Братья смогли заставить Линг Яо и его команду отступить, после чего сталкиваются с горожанами, рассерженными значительными разрушениями во время боя. Позже Линг находит Эда и Ала, рассказав, что ищет философский камень, с помощью которого надеется стать императором Сина. Братья, Уинри и их новые знакомые отправляются в Централ. Туда же уезжают Шрам, Йоки и Мэй Чан. | |                       |
| 16 | По следам боевых товарищей «Томо но Асиато» (戦友の足跡)                                           | 19 июля 2009 года     |
| После прибытия в Централ Линг арестован как нелегальный иммигрант. Ческа выдаёт информацию о деятельности Мустанга Зависти, принявшему вид капитана Фоккера. Армстронг сообщает Мустангу, что не смог рассказать братьям о смерти Хьюза. В свою очередь Мустанг решает обмануть Элриков, сообщив им, что Хьюз ушёл из армии. Однако вскоре братья узнают правду, столкнувшись с Росс. Тем временем Уинри посещает Грейс и Алисию Хьюз, от которых узнаёт о смерти Хьюза. Эдуард и Альфонс приходят домой к Хьюзам, чтобы принести извинения, поскольку Эд винит себя в убийстве Хьюза. Грейс призывает их идти дальше в своих поисках. Зависть придумывает план, чтобы остановить Мустанга, начавшего расследование смерти Хьюза. Согласно плану в убийстве обвиняют Марию Росс. | |                       |
| 17 | Хладное пламя «Рэйтэцу но Хоно:» (冷徹な焔)                                                        | 26 июля 2009 года     |
| Барри-мясник, прочитав в газете статью о задержании Росс, совершает налёт на тюрьму. Вместе с Росс Барри освобождает из тюрьмы Линг Яо, который обещает помогать им. Барри говорит Росс, что она должна оставить Централ немедленно или её убьют. Эдвард и Альфонс, не верящие в виновность Марии, отправляются на её поиски, но натыкаются на Барри, который встал у них на пути, чтобы дать Росс возможность уйти. Убегающая Росс встречается с Мустангом. Вскоре Эд находит почти полностью сгоревшее тело и стоящего рядом Мустанга. Позже появляется Армстронг, который забирает Эдварда, говоря, что тот должен вернуться в Резенбург. | |                       |
| 18 | Заносчивая длань маленького человека «Тиисана Нингэн но Го:ман но Тэнохира» (小さな人間の傲慢な掌) | 2 августа 2009 года   |
| Прибыв в Резенбург, Эдвард и Армстронг встречают там лейтенанта Бреда, который сопровождает их по приказу Мустанга в Восточную пустыню. Там, на руинах древнего города Ксеркса, в котором зародилась алхимия, они обнаруживают живую Росс. Выясняется, что Мустанг сымитировал её смерть. Росс уезжает вместе с Фу в Син. Эд исследует руины и встречает ишварских беженцев, от которых узнаёт, что родители Уинри во время войны в Ишваре лечили всех, независимо от расы, а убил их Шрам, которого перед этим Рокбеллы спасли от смерти. В Централе человеческое тело Барри, которое, лишившись души, превратилось в зомби, атакует Фармана и Барри-доспех. При помощи младшего лейтенанта Хавока им удается скрутить тело Барри. Неожиданно на Хоукай, которая была поблизости, нападает Чревоугодие. | |                       |
| 19 | Смерть бессмертных «Shinazaru Mono no Shi» (死なざる者の死)                                        | 9 августа 2009 года   |
| Сержанту Фьюри удаётся спасти Хоукай, после чего вместе с Мустангом они побеждают Чревоугодие. Барри, возжелав непременно разделать собственное тело, преследует его. Мустанг и его команда, а также присоединившийся к ним Альфонс, отправляются вслед за Барри и попадают в Третью лабораторию, где разбиваются на две группы. Мустанг и Хавок попадают в засаду устроенную Похотью, в результате чего оба тяжело ранены. Затем Похоть рассекает на части Барри. Хоукай, полагая Мустанга мёртвым, вступает в бой с Похотью. Когда гомункул уже готова убить Ризу, появляется Мустанг и жжёт Похоть до тех пор, пока её философский камень не истощается. Потеряв способность к регенерации, она рассыпается в пепел. Эдвард возвращается в Резенбург и на могиле матери встречает своего отца Ван Хоэнхайма. | |                       |
| 20 | Отец перед могилой «Bozen no Chichi» (墓前の父)                                                    | 16 августа 2009 года  |
| Эд узнаёт о сомнениях Хоэнхайм в том, что существо, созданное братьями Элриками в результате преобразования человека, было их матерью. На следующий день Хоэнхайм покидает Резенбург, предупредив бабушку Рокбелл о том, что что-то ужасное должно произойти в Аместрисе. Эд, преисполненный решимости найти верный ответ, вместе с бабушкой выкапывает труп существа, появившегося на свет в результате неудачного преобразования человека, и понимает, что это не их мать. Затем Эдвард расспрашивает Изуми о совершённом ею преобразовании человека. Изуми сообщает Эду, что созданное ею существо не было её сыном, что подтверждает его подозрения о невозможности оживления человека. Эд возвращается в Централ и воссоединяется с Алом и Уинри. Эд, Ал и Изуми испытывают чувство облегчения, поняв что не убивали своих близких во второй раз. Братья подтверждают свою решимость вернуть себе тела. | |                       |
| 21 | Действия дурака «Gusha no Zenshin» (愚者の前進)                                                    | 30 августа 2009 года  |
| Эд размышляет о том может ли Ал поглощать питательные вещества через него и не сказывается ли это на его росте. Мустанг подозревает, что фюрер сотрудничает с гомункулами. Шрам возвращается в Централ и убивает ещё троих алхимиков. Эд и Ал намерены устроить охоту на него, надеясь таким образом заставить гомункулов вмешаться и выдать себя. Линг Яо и Лан Фан соглашаются помочь им, думая, что это поможет им в поисках секрета бессмертия. Мустанг посылает Бреду к Марко, но оказывается, что доктор похищен. Элрики вступают в бой со Шрамом. В соответствии с планом Эда Мустанг завалил Центральный штаб ложными сообщениями о местонахождении Шрама, чтобы не допустить вмешательства в операцию военных. Лан Фан сражается с Чревоугодием, но внезапно появившийся фюрер Брэдли тяжело ранит девушку. | |                       |
| 22 | Спины уходящих «Tōku no Senaka» (遠くの背中)                                                       | 6 сентября 2009 года  |
| Линг Яо спасает Лан Фан от Брэдли и Чревоугодия. Уинри навещает могилу Хьюза, а затем, узнав о бое Элриков со Шрамом, спешит к ним и слышит, как Эд обвиняет Шрама в убийстве её родителей. Потрясенная этим, Уинри подбирает с асфальта пистолет и целится в Шрама. Эд пытается уговорить её не стрелять, а Шрам, признаёт право девушки на месть. Шрам вспоминает прошлое. Когда-то его старший брат, изучавший вопреки ишварским запретам алхимию, пожертвовал собой, чтобы спасти младшего брата, тогда же он отдал ему свою правую руку, благодаря которой Шрам смог применять алхимию. Очнувшись в госпитале и испытав потрясение от того, что увидел руку брата на своем теле, Шрам впал в состояние берсерка и убил врачей, спасших ему жизнь. Это были родители Уинри. Эд своим телом закрывает девушку от Шрама, напоминая тому как его когда-то закрыл своим телом брат. Шрам убегает с поля боя, Ал гонится за ним. Эд забирает пистолет у Уинри, говоря ей, что её руки предназначены давать жизнь, а не убивать. | |                       |
| 23 | Девушка на поле битвы «Ikusaba no Shōjo» (戦場の少女)                                              | 13 сентября 2009 года |
| Оставив Уинри в безопасном месте, Эдвард отправляется по следам брата. Между тем Брэдли продолжает гнаться за Линг Яо и Лан Фан, в то время как Чревоугодие преследует Шрама. Эд помогает Алу в его бою против Шрама, в это время появляется Чревоугодие, а к братьям присоединяется Линг Яо. Вместе им удаётся захватить гомункула. Тем временем Лан Фан смогла сбить фюрера со следа, для чего ей пришлось отрезать свою повреждённую в бою руку. Хоукай втайне от штаба на машине забирает Лан Фан, Линг Яо и взятого в плен Чревоугодие. Братья хотели задержать Шрама, но тому помогает сбежать Мэй Чан. Элрики рассказывают Уинри о том, как убили её родителей. Девушка чувствует себя подавленной и решает вернуться в Рашвелл. В поезде Уинри начинает понимать, что влюбилась в Эдварда. Между тем Эд и Ал присоединяются к остальным в укрытии, где Лан Фан лечит доктор Нокс. Линг Яо сообщает Эду, Алу и Мустангу, что фюрер гомункул. Чревоугодие, услышав о Мустанге, которому он хочет отомстить за убийство Похоти, приходит в неистовство. | |                       |
| 24 | В желудке «Hara no Naka» (腹の中)                                                                  | 20 сентября 2009 года |
| Марко отказывается сотрудничать с гомункулами, те в ответ угрожают уничтожить деревню, в которой жил доктор. Чревоугодие пытается схватить Мустанга. Доктор Нокс на машине увозит Роя, Хоукай и Лан Фан, в то время как Эдвард, Альфонс и Линг Яо пытаются остановить Чревоугодие. Появляется Зависть, которому нужно защитить братьев Элриков как ценных жертв. Эд и Ал нападают на Чревоугодие, в то время как Линг сражается с Завистью. Чревоугодие случайно проглатывает Эдварда, Линга и Зависть. Мустанг понимает, что фюрер-гомункул действует в сговоре с военной верхушкой. | |                       |
| 25 | Врата тьмы «Yami no Tobira» (闇の扉)                                                               | 27 сентября 2009 года |
| Проглоченные Чревоугодием Эд и Линг оказываются в непонятном месте, где пытаются найти выход из положения. Зависть объясняет Эдварду и Лингу, что Чревоугодие появился в результате неудачной попытки Отца создать Врата Истины и вернуться обратно они не смогут. Также оказывается, что именно Зависть начал Ишварскую войну. Затем гомункул принимает свой боевой облик, превращаясь в гигантского зверя, похожего на дракона. Между тем, Чревоугодие, понимая, что надо спасти Эдварда Элрика и Зависть, ведёт Альфонса к Отцу. Брэдли, он же гомункул Гнев, рассказывает Мустангу о себе и предлагает сотрудничать. При этом он отсылает людей Роя в окружные военные штабы, лишая того поддержки, а Хоукай назначает своим личным помощником, фактически делая её заложницей. | |                       |
| 26 | Воссоединение «Saikai» (再会)                                                                      | 4 октября 2009 года   |
| Эдвард атакует Зависть, но не может убивать людей, из которых состоит тело гомункула. Между тем Шрам и Мэй Чан, идя вслед за Альфонсом и Чревоугодием, попадают в подземный тоннель, который охраняют химеры. Эдвард, уже почти проглоченный Завистью-драконом, замечает внутри него философский камень. Освободившись, он видит в желудке Чревоугодия обломки руин Ксеркса, с помощью которых Эд понимает, как можно вырваться на свободу. Брэдли рассказывает Мустангу историю своей жизни, как его, сироту, не имеющего родственников, с раннего детства обучали руководить Аместрисом, а затем сделали гомункулом, введя в тело философский камень. Эдвард, с неохотой и не сразу, но использует души людей, из которых состоит философский камень Зависти, чтобы открыть Врата Истины. У Врат он находит тело Альфонса, но не может забрать с собой, так как оно не его. Однако, прежде чем Врата закрываются, он обещает, что вернётся и заберёт тело брата. | |                       |
| 27 | Праздник в ущелье «Hazama no Utage» (狭間の宴)                                                     | 11 октября 2009 года  |
| Во время праздника в Резенбурге Ван Хоэнхайм беседует с молодой Пинако Рокбелл, которая спрашивает его, почему он всегда держится в стороне от других людей. Затем отец Элриков сталкивается с демоном, внешне похожим на него самого, убеждающим Хоэнхайма в слабости людей, неспособных защитить себя и изменить ход истории. В конце концов, Хоэнхайм находит поддержку от молодой Триши Элрик. Проснувшись, он понимает, что это был сон, навеянный его собственными размышлениями. | |                       |
| 28 | Отец «Otō-sama» (おとうさま)                                                                       | 18 октября 2009 года  |
| Альфонс и Чревоугодие приходят в логово Отца. Вскоре там же оказываются Эдвард, Линг и Зависть, сумевшие вырваться из желудка гомункула. Отец поразил братьев своим сходством с их отцом, в свою очередь Отец был удивлён, узнав, что Элрики сыновья Хоэнхайма. Впрочем, ещё больше братья были поражены странными и очень сильными способностями Отца, с помощью которых он лишил Эда и Ала возможности заниматься алхимией. Линг Яо, способный чувствовать потоки энергии Ки (Энергии Дракона), не понимает как Отец «может быть таким внутри». Отец решил использовать принца для возрождения Алчности, тот согласился, рассчитывая завладеть философским камнем. Шрам и Мэй прорвались через тоннель в логово Отца. Принцесса, заочно влюблённая в Эдварда Элрика, разочарована, увидев своего любимого воочию. Чревоугодие нападает на Шрама, но ко всеобщему удивлению тот по-прежнему может использовать алхимию брата. Выясняется, что алхимия Востока, которую практикует Мэй, также действует. От Эда Шрам узнает, что убийство, положившее начало Ишварской войне, совершил Зависть по приказу Отца. Ишварит нападает на Отца, но его сил недостаточно против такого врага. Чревоугодие ранит Мэй, которую спасает Альфонс. Шрам, разложив воду на кислород и водород, устраивает взрыв и сбегает. Ала схватил Зависть, а Эдварда Жадность. | |                       |
| 29 | Борьба глупцов «Gusha no Agaki» (愚者の足掻き)                                                     | 25 октября 2009 года  |
| Зависть выводит Эдварда и Альфонса, внутри которого спрятались Мэй, из укрытия Отца, которое находится под Центральным штабом, чтобы они встретились с Гневом. Гнев угрожает убить Уинри, если братья будут мешать планам Отца, но позволяет им искать способ вернуть их тела. Мустанг хочет знать кто убийца Хьюза. Гнев отрицает, что убил Маэса, но отказывается раскрыть личность убийцы. Алчность передаёт Альфонсу сообщение для Лан Фан о том, что Линг нашёл философский камень. Между тем Шрам находит Марко, который признаёт свою ответственность за уничтожение ишваритов. Алчность говорит Гневу о том, что Линг по прежнему борется за контроль над своим телом. Мустанг сообщает правду о фюрере Армстронгу. Ал приносит Мэй домой к доктору Ноксу для лечения и передаёт Лан Фан сообщение Линга-Алчности. Эдвард задаётся вопросом, как Шрам и Мэй были в состоянии использовать алхимию. Хотя Марко просит Шрама лишить его жизни, у ишварита другие планы. | |                       |
| 30 | Кампания по уничтожению Ишвара «Ishuvāru Senmetsusen» (イシュヴァール殲滅戦)                       | 1 ноября 2009 года    |
| Много лет назад, Бертольд Хоукай, учитель Мустанга, умирая от болезни, попросил Роя позаботиться о его дочери Ризе, которой он нанёс на спину татуировку с подробностями своих исследований алхимии огня. Эдвард возвращает Хоукай пистолет, который она дала ему, и признаётся, что не смог нажать на курок. Шрам требует от Марко рассказать правду о войне в Ишваре. В это же время Хоукай по просьбе Эда вспоминает прошлое. Ишварская война затянулась на семь лет и тогда фюрер подписал приказ № 3066 о зачистке Ишвара. Это серьёзно повлияло на судьбу многих государственных алхимиков и военных, включая Мустанга, Хьюза и саму Хоукай, в то время армейского снайпера. Были такие как Зольф Дж. Кимбли по прозвищу «Багровый алхимик», которому так понравилось убивать, что он не смог остановиться и убил пятерых аместрийских офицеров, за что был приговорён к пожизненному заключению. Были и такие как Армстронг, готовые воевать, но не способные убивать мирных жителей. Марко открывает Шраму, что алхимики использовали пленных для получения философского камня, который позже Кимбли применил для истребления ишваритов. После того как аместрийцы применили философский камень, в войне наступил перелом и окончание зачистки стало лишь вопросом времени. Ишварский первосвященник предложил Брэдли прекратить убийства в обмен на его жизнь, но безуспешно. Когда война, наконец, закончилась, Мустанг решил, что станет новым фюрером, чтобы защитить людей, а Хьюз и Хоукай обещали ему помогать. Мэй, разочаровавшись в Эдварде Элрике, влюбилась в его младшего брата. Зависть, принеся Марко еду, обнаружил в камере обезглавленный труп и слово «месть», написанное кровью на стене.   | |                       |
| 31 | Обещание за 520 центов «Gohyaku Nijū Senzu no Yakusoku» (520センズの約束)                          | 8 ноября 2009 года    |
| Эд и Ал решают найти Мэй и выучиться алхимии Востока, которую не смог заблокировать Отец. Подчинённые Мустанга прощаются, разъезжаясь по военным базам. Мустанг напоминает Эдварду, что тот должен ему пятьсот двадцать центов, но Эд решает отдать деньги, когда Рой свергнет фюрера и установит в стране демократию. Мустанг решает вступить в контакт с генералом Грумманом, командующим Восточной армии. Фу потрясен тем, что Лан Фан потеряла руку. К доктору Ноксу приходят жена и сын, с которыми он расстался после пережитого на Ишварской войне, боясь навредить им. Подозревая, что Марко бежал вместе с Шрамом, Зависть освобождает Кимбли из тюрьмы и даёт ему задачу вернуть доктора и убить Шрама. Шрам своей алхимией уродует лицо Марко так, чтобы его не могли опознать. После этого Шрам со своей командой отправляется на север, где он спрятал записи своего брата. | |                       |
| 32 | Сын фюрера «Daisōtō no Musuko» (大総統の息子)                                                      | 15 ноября 2009 года   |
| Путая преследователей, Шрам едет вдвоём с Йоки на Запад, отправив Мэй и Марко на Север. Грумман в Централе тайно встречается с Мустангом. Братья Элрики узнают, что Мэй уехала на Север и решают отправиться за ней. Армстронг даёт Эдварду рекомендательное письмо к своей сестре, генералу Оливии Армстронг, командиру крепости Бригс на Севере. Эд и Ал в библиотеке, где они искали информацию об алхимии Сина, встретили приёмного сына фюрера Селима Брэдли, который пригласил братьев к себе домой, где они познакомились с женой фюрера, а позже к ним присоединился сам Кинг Брэдли. После встречи братья наконец-то отправляются на Север. Между тем Шрам и его сообщник сбегают из поезда, идущего на Запад, а Кимбли пытается угадать их следующий ход. | |                       |
| 33 | Северная стена Бригса «Burigguzu no Hokuheki» (ブリッグズの北壁)                                   | 22 ноября 2009 года   |
| Кимбли удаётся догнать поезд, на котором едут Шрам и Йоки. Ишварит и «Багровый алхимик» узнают друг друга. Шраму удаётся ранить Кимбли. Между тем Мэй и Марко продолжают свой путь на Север. Эдвард и Альфонс, приехав на Север, сталкиваются с командиром патрульных Бригса капитаном Баканиром, который доставляет их к Оливии Армстронг. Мэй и Марко нашли записи исследований старшего брата Шрама. | |                       |
| 34 | Снежная королева «Kōri no Joō» (氷の女王)                                                          | 29 ноября 2009 года   |
| Эдварду узнаёт, что его автоброня не подходит для Севера с его морозами. Оливия Армстронг расспрашивает Элриков о цели их прибытия. Братья отвечают полуправдой, рассказав о своих поисках информации об алхимии Сина, с помощью которой намерены лечить людей. Генерал заинтересовалась восточной алхимией, надеясь использовать её для войны с империей Драхма. Братьев поручили майору Майлзу, адъютанту генерала Армстронг, на четверть ишвариту. Элрики встречают в крепости Фармана. Неожиданно на самый нижний уровень Бригса прорывается гомункул Лень, поразивший всех своей неуязвимостью. Эд, показав свою осведомлённость о гомункулах, отказывается отвечать на вопросы о них. Генерал Армстронг находит способ пленить Лень. | |                       |
| 35 | Форма этой страны «Kono Kuni no Katachi» (この国のかたち)                                          | 6 декабря 2009 года   |
| Солдатам Бригса удалось захватить Лень, заморозив его. Генерал Армстронг хочет узнать от Элриков больше о гомункулах. Кимбли, который после ранения от Шрама находится в госпитале, поспешно исцеляет себя с помощью философского камня. Мэй учит Марко восточной алхимии. Братья, Оливия Армстронг и Баканир спускаются в тоннель, который рыл Лень. Эд и Фарман приходят к выводу, что тоннель нужен как часть гигантского круга преобразования с целью получения философского камня и что Аместрис был создан именно для этой цели. Генерал Рэйвен в сопровождении Кимбли приезжает в крепость Бригс и, решив вовлечь Оливию Армстронг в заговор военной верхушки, рассказывает ей о фюрере, истории Аместриса и Бессмертной армии. | |                       |
| 36 | Семейный портрет «Kazoku no Shōzō» (家族の肖像)                                                    | 13 декабря 2009 года  |
| Хоэнхайм вспоминает о том, как оставил свою семью, сетуя, что его тело переживёт жену и сыновей. Между тем, солдаты Бригса начинают исследовать тоннель, где их атакуют таинственные тени. Генерал Рэйвен приказывает Оливии Армстронг отпустить Лень обратно в тоннель и запечатать его. Выполнив приказ, Армстронг убивает Рэйвена. После этого Оливия через заранее подготовленный вход в тоннель отправляет Баканира на поиски пропавших солдат. Кимбли приводит Уинри Рокбелл в тюрьму, где находятся братья Элрики, давая им понять, что девушка будет у него заложницей. Шрам и Йоки воссоединяется с Мэй и Марко. Мустанг с помощью мадам Кристмас устанавливает связь с Бригсом. | |                       |
| 37 | Первый гомункул «Hajimari no Homunkurusu» (始まりの人造人間（ホムンクルス）)                       | 20 декабря 2009 года  |
| Уинри привезла Эдварду новую автоброню, приспособленную для использования в условиях Севера. Кимбли разделяет братьев. Поисковый отряд Баканира находит в тоннеле останки солдат и лишь двоих выживших, которые просят их не включать свет, так как он привлечёт монстра. Риза Хоукай доставляет в резиденцию фюрера документы и понимает, что с Сэлимом Брэдли что-то не так. Той же ночью приёмный сын фюрера, всё поняв, признаётся Хоукай в том, что он первый из семи гомункулов. Он решил не убивать Ризу, пообещав, что будет приглядывать за ней, притаившись в её тени. Кимбли требует от Эдварда принять участие в охоте на Шрама и Марко, обещая взамен отдать философский камень. Рассказав всё Альфонсу и Уинри, Эд соглашается помочь Кимбли, хотя и не намерен использовать камень. Братья отправляются на поиски Шрама, Уинри решает сопровождать их. | |                       |
| 38 | Битва в Бадзукуле «Bazukūru no Gekitō» (バズクールの激闘)                                          | 27 декабря 2009 года  |
| Хоукай не решилась рассказать Мустангу о Гордыне, опасаясь слежки. Кимбли отправляется на поиски Шрама в заброшенный горняцкий город Бадзукуле. Элриков и Уинри сбегают от охранников Кимбли и находят Мэй, Марко и Йоки. Последний при виде ненавистного Эда вспоминает, как из-за него был с позором уволен из армии и подвергся уголовному преследованию. Шрам вступает в бой с химерами Джерсо и Зампано, которых привёз Кимбли. Эд и Ал спасают Шрама от химер. Появляются Уинри и Майлз. Вскоре к зданию, где они прячутся, подходят Кимбли и его солдаты. Шрам берёт Уинри в заложники. Команда Баканира возвращается из тоннеля вместе с выжившими, а в крепость Бригс прибывает делегация из Центрального штаба. | |                       |
| 39 | Сон наяву «Hakuchū no Yume» (白昼の夢)                                                             | 10 января 2010 года   |
| Столкнувшись с убийцей своих родителей, Уинри решает не мстить, а перевязывает раны Шрама, говоря, что поступает также, как сделали бы её родители. Майлз объясняет Шраму, почему он, на четверть ишварит, служит в армии Аместриса. Мэй и Марко говорят, что для расшифровки записей им нужна помощь Шрама. Майлз предлагает всем укрыться в крепости. Альфонс предлагает химерам помочь им в обмен на помощь в возврате их человеческих тел. Йоки, ранее управлявший шахтами, обещает вывести всех из города через шахты. Уинри, чтобы обмануть Кимбли, придумывает уловку с собственным похищением. Шрам и остальные уходят под землю. Элрикам, Кимбли, Майлзу и солдатам приходится задержаться в Бадзукуле, так как началась метель. Майлз получает сообщение из крепости о том, что Оливия Армстронг вызвана в Централ, а в Бригсе новый командир. Теперь Шраму и другим появляться в крепости опасно. Несмотря на пургу, Альфонс отправляется предупредить Шрама об опасности. По дороге он неожиданно для себя попадает к Вратам Истины, где видит своё тело. Ал понимает, что доспехи отторгают его душу, которую зовёт его тело. Отец строит планы с участием Эдварда, Альфонса, Хоэнхайма, Изуми и Мустанга. | |                       |
| 40 | Гомункул «Homunkurusu» (フラスコの中の小人)                                                        | 17 января 2010 года   |
| Оливия Армстронг приезжает в Централ, где признаётся в убийстве Рэйвена и убеждает Брэдли ввести её в число избранных. Хоукай с помощью азбуки Морзе сообщает Мустангу о том, что Селим Брэдли гомункул. Хоэнхайм во сне вновь переживает события далёкого прошлого. Много лет назад он был рабом №23 в городе-государстве Ксеркс. Там из его крови создали Гомункула, который дал безымянному рабу имя Ван Хоэнхайм и научил основам алхимии. Однажды правитель Ксеркса попросил Гомункула раскрыть ему секрет бессмертия. Гомункул обманом убедил правителя создать гигантский круг преобразования, с помощью которого, принеся всех жителей Ксеркса в жертву, создал философский камень и обзавёлся человеческим телом, за основу для которого взял тело Хоэнхайма. Позже Гомункул из Ксеркса стал называть себя Отцом. Пробудившись, Хоэнхайм сталкивается с Изуми и Сигом. Поняв что случилось с Изуми, Хоэнхайм перестраивает её органы так, чтобы облегчить ток крови. После этого он открывает супругам Кёртис, что является философским камнем в человеческой форме. | |                       |
| 41 | Ад «Naraku» (奈落)                                                                                 | 24 января 2010 года   |
| Майлз и его люди решают убить Кимбли и его приспешников. Шрам и компания наконец-то выходят на поверхность, где находят Альфонса, который предупреждает их о смене командования крепости Бригс. Шрам решает идти в лагерь ишваритов. Майлз хочет застрелить Кимбли, но алхимик, догадавшись о ловушке, избегает её и проникает в шахту. Эдвард преследует его, но на него нападают химеры Дариус и Хейнкель. Эд справляется с ними и выбивает философский камень из рук Кимбли, но у «Багрового алхимика» оказался второй камень. С его помощью он сбрасывает Эдварда и химер в шахту. Альфонс начинает терять сознание, говоря, что его душу зовёт его тело. Эд, несмотря на тяжелейшее ранение, тратит силы на спасение химер. Чтобы закрыть свою рану и остановить кровотечение, ему приходится использовать энергию своей жизни. Химеры, решив, что Эдвард достойнее Кимбли, приходят на помощь «Стальному алхимику». Хейнкель нашёл и подобрал философский камень, выбитый из рук Кимбли. | |                       |
| 42 | Сигнал контратаки «Hangeki no Kizashi» (反撃の兆し)                                                | 31 января 2010 года   |
| Альфонс, придя в сознание, обнаруживает себя разобранным. Расшифровав заметки, написанные братом Шрама, Ал, Марко и другие сначала видят схему общенационального круга преобразования Аместриса, а затем находят схему другого круга, выстроенного по правилам восточной алхимии. Гордыня требует от Кимбли сделать в горах Бригса кровавую метку, необходимую для преобразования страны. Лень заканчивает рыть тоннель, круг почти готов. Хоэнхайм прибывает в Лиор, жители которого заняты восстановлением города. Отец Элриков спускается в подземелье под храмом бога Лето, где натыкается на тоннель вырытый Ленью. На него нападает Гордыня, но Хоэнхайм сумел спастись и просит гомункула предупредить Отца о том, что он придёт к нему. Для того, чтобы создать кровавую метку, Кимбли вступает в сговор с военными империи Драхма, обещая им помочь захватить крепость Бригс. Зампано сообщает Зависти о том, где находится Марко. | |                       |
| 43 | Муравьиный укус «Ari no Hito Kami» (蟻のひと噛み)                                                  | 7 февраля 2010 года   |
| Кимбли обманул своих новых союзников, гарнизон крепости легко побеждает, кровавая метка создана. Зампано приводит Зависть к Марко, где гомункул попадает в ловушку, устроенную доктором и Мэй. Зависть принимает свою боевую форму, но Марко разрушает философский камень внутри гомункула и тот возвращается в свою реальную форму, оказавшись маленьким существом напоминающим пиявку. Шрам отдаёт его Мэй и убеждает её вернуться в свою страну. Альфонс и Уинри решают идти в Лиор, Марко, Шрам и Йоки отправляются собственным путём. В Дублисе Бидо, последний из химер Жадности, видит офицеров ищущих Изуми и думая, что они могут привести его к Жадности, прячется под их машину. В Централе Оливии Армстронг объясняют, почему алхимикам запрещено преобразовывать человека. Ал и Уинри достигнув Лиора, встречают там Розу Томас и Хоэнхайма. | |                       |
| 44 | Полное восстановление «Barinbarin no Zenkai» (バリンバリンの全開)                                  | 14 февраля 2010 года  |
| Альфонс и Уинри на время остановились в Лиоре. Химера Дариус, решивший помогать Эдварду, снимает в банке деньги со счёта государственного алхимика Элрика. Об этом немедленно сообщают военным, которые пытаются арестовать Эда и его сообщников, но тем удаётся бежать. Хоэнхайм рассказывает Алу правду о себе и своей связи с Отцом. В Централе Оливии Армстронг показывают Бессмертную армию, состоящую из гомункулов, созданную военными и учёными Аместриса для завоевания мира. Бидо с радостью встречает своего друга и вожака. Но Алчность не помнит Бидо и убивает химеру. Линг Яо, чьё сознание живёт внутри гомункула, возмущён тем, что Алчность убивает одного из своих друзей. В результате столкновения Алчности с Лингом к гомункулу начинает возвращаться память. Вечером того же дня Алчность проникает в особняк Брэдли и вступает в бой с фюрером. | |                       |
| 45 | Условленный день «Yakusoku no Hi» (約束の日)                                                       | 21 февраля 2010 года  |
| Алчности удаётся выжить и сбежать от Гнева. Оливия, опасаясь, что её семью возьмут в заложники, убеждает отца покинуть страну, взяв с собой жену и младшую дочь. Чтобы стать главой семьиа, Оливия побеждает в схватке брата, Алекса Луи Армстронга, которого она презирает за трусость во время Ишварской войны, точнее - за отказ убивать людей. Зависть убеждает Мэй не покидать Аместрис, а вернуться в Централ, где он якобы поможет ей исполнить её первоначальные планы. Эдвард, Дариус и Хейнкель прибывают в Централ, где вскоре встречают Линга, которому удалось временно восстановить контроль над своим телом. Синский принц называет Эду день, когда Отец собирается преобразовать Аместрис. Узнав, что Алчность ушёл от гомункулов, Эдвард предлагает ему стать его союзником. Алчность отказывается, говоря, что готов взять Элрика, Дариуса и Хейнкеля к себе на службу. Эд неожиданно принимает предложение, вслед за ним соглашаются и химеры. Свержение фюрера назначено на весну следующего года. | |                       |
| 46 | Приближающаяся тень «Semaru Kage» (迫る影)                                                         | 28 февраля 2010 года  |
| Солдаты Бригса доставляют Уинри домой, где она с удивлением находит Эдварда и химер. Хотя Эд просит её бежать в другую страну, девушка отказывается и говорит, что верит в способность Эдварда защитить всех. Ишвариты решают помочь Шраму в борьбе с Отцом. Мустанг информирует Оливию Армстронг о подлинной сущности Селима Брэдли. Альфонса, который всё чаще страдает от внезапных отключений, схватили Чревоугодие и Гордыня. За день до Условленного дня поезд с фюрером взрывают прямо на мосту. Но труп Брэдли не нашли и генерал Грумман не решается вести войска на Централ. Хоукай, Бреда и Фьюри готовятся к предстоящему дню. Военная верхушка в панике из-за исчезновения фюрера. Оливия видит свой шанс, чтобы попытаться взять под контроль армию Централа, но её останавливает внезапное появление в Центральном штабе Отца. | |                       |
| 47 | Посланник тьмы «Yami no Shisha» (闇の使者)                                                         | 7 марта 2010 года     |
| Группа Эдварда—Алчности прибывает в Централ, где находят Хоэнхайма. Вскоре после этого появляется Альфонс. Однако выясняется, что доспехи Ала находятся под контролем Гордыни, который собирается пленить Эда. Стальной алхимик сумел дать отпор гомункулу, лишив того возможности использовать свою тень. Хейнкель, человек-лев, видящий даже в полной темноте, преследует Гордыню. Появляется Чревоугодие и нападает на Эдварда, Алчность и Дариуса, ведь благодаря хорошему нюху ему не нужен свет, чтобы находить врагов. В дело вступают Линг Яо и Лан Фан, которые могут чувствовать гомункулов благодаря своей возможности видеть потоки энергии Ки. Алчность передаёт принцу контроль над телом и тот вместе с девушкой-телохранителем атакуют Чревоугодие, убивая его раз за разом, надеясь исчерпать регенерационные возможности гомункула. | |                       |
| 48 | Подземная клятва «Chikadō no Chikai» (地下道の誓い)                                                | 14 марта 2010 года    |
| Мустанг посещает мадам Кристмас, которая смогла подтвердить, что Селим на самом деле гомункул. Гордыне удаётся ранить Хейнкеля, но тому на помощь приходит Эдвард. Шпионы Центрального штаба, следящие за Мустангом, получив информацию о том, что мадам Кристмас - приёмная мать Роя, решают немедленно арестовать их, но не успевают. Мустанг и мадам Кристмас убегают через канализацию. Позже Мустанг находит Хоукай, Бреда и Фьюри. Старик Фу приходит на помощь Эдварду в его борьбе с Гордыней, вместе они вырывают Альфонса из под контроля гомункула. Чревоугодие, чьи силы уже на исходе, ищет помощи у старшего брата, но Гордыня пожирает младшего брата, рассчитывая пополнить свои силы и приобрести его чувство обоняния, благодаря чему он сможет обойтись без света. Команда Мустанга берёт в заложники жену Брэдли. | |                       |
| 49 | Чувства отца и сыновей «Oyako no Jō» (親子の情)                                                    | 21 марта 2010 года    |
| Гордыня поджигает лес и освещает место боя, благодаря чему снова может управлять тенями. Альфонс, сговорившись с отцом, намеренно позволяет Гордыне захватить себя, после чего Хоэнхайм сумел спрятать обоих внутри созданного им холма, лишив гомункула света, а вместе с ним и возможности использовать тени. Единственное что остаётся Гордыне - это играть со шлемом Альфонса, по которому он бьёт палкой. Наступает утро Условленного дня. Алчность отправляется в Централ. Эдвард и Шрам встречаются ещё раз, чтобы разработать план. Тем временем генералы из числа избранных отдают приказ найти Мустанга и убить всех, включая заложницу, за исключением Роя. | |                       |
| 50 | Переворот в Централе «Sentoraru Dōran» (セントラル動乱)                                            | 28 марта 2010 года    |
| Команду Мустанга и заложницу спасают ишвариты. Между тем солдаты Бригса во главе с Баканиром вступают в бой с армией Централа. Команда Мустанга окружена и испытывает нехватку боеприпасов, но на помощь им приходят Мария Росс и Ребекка Каталина, давняя подруга Хоукай, тоже снайпер. Они доставили оружие и боеприпасы, получив их от Жана Хавока, который после увольнения из армии по причине инвалидности занялся семейным бизнесом. Группе Эдварда, воспользовавшись хаосом, наступившим в Централе, удаётся проникнуть в Третью лабораторию, откуда они через подземный ход намерены попасть в Центральный штаб. Затем группа разделяется. Эд, Шрам, Дариус, Джерсо и Зампано идут в одном направлении, а Хоэнхайм и Лан Фан в другую сторону. В это время один из генералов-избранных решает оживить Бессмертную армию, несмотря на предупреждение о незавершённости экспериментов по вливанию душ. | |                       |
| 51 | Бессмертная армия «Fushi no Gundan» (不死の軍団)                                                   | 4 апреля 2010 года    |
| Вместо армии непобедимых солдат Аместрис получил толпу кровожадных зомби. Именно с ними столкнулась группа Эдварда, открыв дверь в подземный ход из Третьей лаборатории в Центральный штаб. Лень нападает на Оливию Армстронг. Гордыня не просто так стучал по шлему Альфонса, а отправлял сообщение азбукой Морзе. Сообщение было получено и на помощь гомункулу прибыл Кимбли. Напав на Хейнкеля и ранив его, он освобождает Гордыню. Мэй спустилась под землю, где её атаковали солдаты-гомункулы. Зависти удаётся поглотить часть Бессмертной армии, благодаря чему он возвращается к своей обычной форме. Алекс Армстронг присоединяется к борьбе своей сестры против Лени. Алу пришлось пожертвовать ногами, чтобы помочь Хейнкелю, который затем отдаёт ему философский камень, потерянный Кимбли в Бадзукуле. Альфонс использует его, чтобы восстановить ноги и вступить в бой с Гордыней и «Багровым алхимиком». | |                       |
| 52 | Объединённые усилия «Minna no Chikara» (みんなの力)                                                | 11 апреля 2010 года   |
| Альфонс использует философский камень для боя с Гордыней и Кимбли. Ему удаётся вновь пленить гомункула, но «Багровый алхимик» пускает в ход свой камень. Брат и сестра Армстронги начинают брать верх над гомункулом, но в это время Лень показывает свою истинную силу, демонстрируя, что он самый быстрый из гомункулов. Гордыня сумел захватить Ала, но Хейнкель, исцелённый Марко, наносит смертельный удар Кимбли. Неожиданно на поле боя появляется Йоки, преодолевший свою трусость. Раздобыв машину, он увозит Альфонса и других в Централ. Гордыня поглощает смертельно раненного Кимбли. Только Алексу Армстронгу удаётся насадить Лень на шип, как он и Оливия подвергаются нападению зомби. Мэй приходится убегать и от Зависти и от солдат-гомункулов. Мустанг и Хоукай приходят на помощь группе Эдварда, сражающейся против зомби из Бессмертной армии. | |                       |
| 53 | Пламя мести «Fukushū no Honō» (復讐の炎)                                                           | 18 апреля 2010 года   |
| Люди Мустанга, взяв под контроль радиостанцию Централа, выпускают в прямой эфир интервью с женой Брэдли. С помощью радио и ишваритов, разносящих по городу последние новости, жителей города убеждают, что Мустанг ведёт бой против военной верхушки, задумавшей свергнуть фюрера. Это даёт повстанцам поддержку со стороны граждан. Солдаты Бригса начинает атаку на Центральный штаб. С помощью Мустанга группе Эдварда удаётся уничтожить зомби. Мэй и гонящийся за ней Зависть проваливаются с верхних уровней в подземный зал, где сталкиваются с Мустангом, Эдом и другими. Зависть подтверждает, что он убил Хьюза. Взбешённый Мустанг, давно мечтавший отомстить за смерть друга, отправляет группу Эдварда вперёд, а сам остаётся жечь Зависть. Эд, обеспокоенный тем, что Мустанг может в конечном итоге быть поглощён своей ненавистью, решает вернуться. Зависть не может противостоять Мустангу и пытается сбежать от него. Увидев Хоукай, Зависть придумывает план. Чуть позже Рой и Риза встречают друг друга и продолжает путь вдвоём, но Хоукай неожиданно наводит пистолет на Мустанга. | |                       |
| 54 | Обратная сторона пламени «Rekka no Saki ni» (烈火の先に)                                           | 25 апреля 2010 года   |
| 1909 год. Ишварская война закончилась и Хоукай просит Мустанга сжечь кожу на её спине, чтобы уничтожить записи отца об огненной алхимии, которые вытатуированы на её спине. Рой не сразу, но соглашается. 1915 год. Хоукай разоблачила Зависть и пытается расстрелять его. Гомункулу всё же удаётся пленить её, но появляется настоящий Мустанг и начинает беспощадно жечь Зависть, пугая своей ненавистью Хоукай. Не выдержав огня, гомункул принимает свой изначальный жалкий вид. Рой хочет добить Зависть, но Хоукай наводит на него пистолет, требуя остановиться. Появляются Эдвард и Шрам. Элрик отбирает у Мустанга Зависть. Рой угрожает Стальному алхимику огнём, требуя вернуть гомункула. Все трое пытаются убедить Мустанга не вступать на путь жестокости и убийств, ведь Аместрисом не может управлять человек, охваченный злобой. Хоукай готова застрелить Мустанга, а после победы умереть. Рой не хочет терять Риз и уступает. Гомункул возмущён поведением людей, которые не хотят следовать своим инстинктам, и пытается спровоцировать их на убийство, напоминая всё то, что они сделали друг другу. Эд определяет, что причина ненависти Зависти к людям, в том, что он завидует их способности продолжать жить дальше, несмотря на все невзгоды, помогая друг другу. Униженный и оскорбленный поражением от людей, своим нынешним жалким видом и тем что «какой-то мелкий даже по меркам людей» понимает его, Зависть совершает самоубийство, вырывая и уничтожая свой философский камень. Брат и сестра Армстронги по-прежнему дерутся с Ленью. Изуми прибывает в Централ, чтобы участвовать в государственном перевороте вместе с солдатами Бригса. В другом месте Хоэнхайм противостоит Отцу. | |                       |
| 55 | Образ жизни взрослых «Otona-tachi no Ikizama» (大人たちの生き様)                                   | 2 мая 2010 года       |
| Армстронги с трудом отбиваются от Лени и зомби, но на помощь им приходят Изуми и Сиг. Алекс и Сиг совместно убивают Лень, после чего могут заняться истреблением солдат-гомункулов. Хоэнхайм борется с Отцом под землей. В разгар битвы выясняется, что Отец не в состоянии принять в себя философский камень Хоэнхайма. Солдаты Бригса наконец сломили сопротивление врага и захватили Центральный штаб. Но праздновать победу рано. В Централе появляется Брэдли-Гнев, выживший после взрыва поезда. Он собирается покарать мятежников и вернуть себе штаб. | |                       |
| 56 | Возвращение фюрера «Daisōtō no Kikan» (大総統の帰還)                                               | 9 мая 2010 года       |
| Хоэнхайм, в отличие от Отца, побеседовал со всеми душами ставшими частью его философского камня, и они стали его союзниками. Когда Отец попытался забрать философский камень у Хоэнхайма, эти души проникли в его тело, чтобы уничтожить изнутри. Однако Отец смог выжить, потеряв тело, и принимает свою истинную форму: бесформенное существо, состоящее из тёмной материи, глаз и рта. Брэдли начинает свою атаку на штаб, в одиночку истребляя всех, кто пытается ему противостоять. Выжить сумел только Баканир, хотя и потерял свою руку-автоброню. Когда Гнев достигает главных ворот, его встречает Алчность. Баканир рискует своей жизнью и ценой тяжёлой раны оставляет Брэдли без меча. Гневу приходится вооружиться кинжалами, хотя это не снижает его боеспособности. В это время оставшиеся в живых солдаты Бригса пытаются отбить штурм солдат Централа, воодушевлённых появлением фюрера. На помощь Алчности-Лингу приходит старик Фу. | |                       |
| 57 | Вечный покой «Eien no Itoma» (永遠の暇)                                                            | 16 мая 2010 года      |
| Один из генералов-избранных, попав в плен к Изуми и Оливии, рассказывает о планах принести в жертву многих граждан Аместриса ради обретения бессмертия и власти над миром. Эдвард, Шрам, Мустанг и Хоукай встречают в подземелье доктора с золотым зубом, того самого который создал Гнева. На них нападают неудачливые кандидаты на роль фюрера. В это время Гнев сражается с Алчностью и Фу. Брэдли отбирает у старика его меч, а затем наносит ему тяжёлую рану. Фу, понимая, что умирает, бросается на Гнева обвязавшись взрывными шашками. Брэдли обезвреживает их и добивает старика. В это время, Баканир пользуясь тем что его заслоняет Фу, поразил Гнева мечом прямо через тело старика, что позволяет Лингу выбить волшебный левый глаз фюрера. Появляется Лан Фан, став свидетелем смерти своего деда. В это время Альфонс, Хейнкель, Марко и Йоки, бросив разбитую машину, изо всех сил бегут к штабу. Доктор с золотым зубом завершает малый круг преобразования и с его помощью активирует большой круг, соединяющий все пять исследовательских лабораторий Централа, и большой круг поглощает Эдварда, Альфонса и Изуми. | |                       |
| 58 | Ценные жертвы «Hitobashira» (ひとばしら)                                                           | 23 мая 2010 года      |
| Алчность при помощи солдат сбрасывает раненного Брэдли в крепостной ров с водой. Умирающий Баканир просит Линга защищать ворота. Обезумев от смерти Фу, Линг использует Абсолютный щит Алчности, чтобы уничтожить всех врагов собравшихся перед воротами. Армстронги вместе с Сигом и солдатами идут вниз, в подземелья. Эдвард, Изуми и Альфонс, вновь потерявший сознание, появляются в логове Отца, где обнаруживают, что Хоэнхайм почти поглощён своим врагом. Четыре ценные жертвы на месте, пятой должен стать Мустанг. Но для этого ему надо совершить преобразование человека. Рой отказывается, тогда пленённой Хоукай перерезают горло по приказу доктора с золотым зубом, который говорит Мустангу, что спасёт ей жизнь с помощью философского камня, но только если Рой выполнит преобразование человека. | |                       |
| 59 | Померкнувший свет «Ushinawareta Hikari» (失われた光)                                               | 30 мая 2010 года      |
| Мустанг отказывается выполнять требование доктора с золотым зубом. Внезапно на доктора сверху нападает химера Джерсо. Вслед за ним появляются Мэй, Зампано и Дариус. Они освобождают Мустанга и Шрама, а Мэй исцеляет Хоукай. Затем Роя схватили Гнев и Гордыня, которые заставили Мустанга открыть Врата Истины, преобразовав золотозубого доктора. Смертельно раненный, оставшийся без абсолютного зрения Гнев вызывает желающих на бой. Шрам принимает вызов. Мустанг проходит через Врата Истины и появляется в логове Отца, где выясняется, что за открытие Врат ему пришлось расплатиться своим зрением. Вместе с ним появляется Гордыня. Мэй, взорвав потолок, проникает в логово Отца. Альфонс, так и не пришедший в сознание, стоит перед воротами, готовый слиться со своим телом. Поняв, как слабо его тело, и придя в отчаяние от того, что он будет не в состоянии сражаться вместе с другими, Ал решает пока оставаться в своих доспехах. Он проходит через Врата и приходит в себя в логове Отца. Все пять ценных жертв готовы. | |                       |
| 60 | Око небес, врата земли «Ten no Hitomi, Chi no Tobira» (天の瞳、地の扉)                             | 6 июня 2010 года      |
| Мэй пытается атаковать Отца, а Эдвард и Альфонс вступают в бой с Гордыней. Всё это время ишвариты делают круг преобразования по схеме разработанной братом Шрама. Гнев ранил Шрама и уже собирался его добить, когда выяснилось, что ишварит нанёс на свою вторую руку татуировку, изображающую создающий круг преобразования, рисунок которого он нашёл в записях своего брата. Пока Ал и Изуми вместе атакуют Отца, Эд наносит Гордыне удар, уничтоживший правую половину его лица. В это время Отец хватает жертвы и размещает их в круге. Начинается полная фаза солнечного затмения и Отец, несмотря на прибытие Алчности, активирует круг преобразования, начав впитывать в себя души около пятидесяти миллионов аместрийцев. Это даёт Отцу достаточно сил, чтобы открыть вначале Врата планеты, а затем открыть Врата неба и поглотить бога. | |                       |
| 61 | Тот, кто поглотил Бога «Kami o Nomikomishi Mono» (神を呑みこみし者)                                | 13 июня 2010 года     |
| Тем, кто был в логове Отца, удаётся выжить. Отец победил. Его внешность изменилась — он становится похожим на повзрослевшего Эдварда Элрика или молодого Хоэнхайма. Теперь можно уничтожить ненужные жертвы. Но Хоэнхайм принял контрмеры. Он потратил годы, чтобы разместить по всему Аместрису фрагменты своего философского камня. Необходимый круг преобразования создаёт солнечное затмение, заставляя Луну отбросить тень на землю и активировать тем самым фрагменты камня. Отец не может удержать поглощённые им души аместрийцев, и те возвращаются обратно в свои тела. Отец атакует свои бывшие жертвы, но Хоэнхайм и Мэй сдерживают его атаки. Гнев собирается убить Шрама, но затмение заканчивается и Брэдли ослеплён солнечным светом, что позволяет Шраму нанести смертельный удар. Даже оставшись без обеих рук Гнев смог нанести последний удар, держа саблю зубами. Брэдли умирает, а тяжелораненый Шрам с помощью Лан Фан активирует общенациональный круг преобразования, подготовленный ишваритами. Теперь алхимики Аместриса смогут пользоваться своей силой без ограничений. Ослабленный Отец отступает на землю, чтобы пополнить свои силы душами людей. Эдвард остаётся внизу бороться против Гордыни, в то время как остальные преследуют Отца. Гордыня побеждает и намерен использовать тело Эда, так как его тело разрушается. Но тут Кимбли, поглощённый Гордыней и всё же сохранивший своё сознание, помог Эдварду разрушить тело гомункула. Селим Брэдли возвращается к своему первоначальному облику, приняв вид младенца. | |                       |
| 62 | Неистовая контратака «Seizetsunaru Hangeki» (凄絶なる反撃)                                         | 20 июня 2010 года     |
| Хоэнхайм и другие не дают Отцу поглощать чужие души, но тот устраивает взрыв, разрушивший половину штаба. Алчность собирает всех, кто может драться и ведёт их наверх. Больше всех от взрыва пострадали Альфонс и Хоэнхайм, закрывшие собой других. Солдаты Бригса напали на Отца, не дав ему убить Эдварда и Изуми. Позже к солдатам присоединились Мустанг, Армстронг и химеры. Затем в атаку идёт Алчность. Отец решает поглотить своего сына, но для этого ему приходится снять барьер и отражать атаки вручную. Ослабевший Отец начинает терять контроль над поглощённым богом. Отец пытается забрать душу у Эдварда, потерявшего правую руку. Искалеченный Альфонс не может помочь брату и убеждает Мэй помочь ему выполнить преобразование, отдавая свою душу за возвращение руки Эдварда. Альфонс воссоединяется со своим телом у Врат Истины, твёрдо веря, что брат придёт за ним. Истина возвращает Эдварду его руку и тот атакует Отца. | |                       |
| 63 | По ту сторону врат «Tobira no Mukōgawa» (扉の向こう側)                                             | 27 июня 2010 года     |
| Отец пытается поглотить философский камень Алчности. Тот, понимая, что спасения нет, решает расстаться с телом Линга и использует свои способности для превращения тела Отца в хрупкий древесный уголь. Алчность погибает, зато Эдвард легко разрушает тело Отца, освободив души людей Ксеркса. Отец отправляется к Вратам Истины, где принимает изначальный облик и оказывается в ловушке вечности. Несмотря на победу, все оплакивают Альфонса. Эдвард отказывается использовать философский камень Линга, чтобы вернуть брата, и не принимает предложение Хоэнхайма пожертвовать своей жизнью ради спасения сына. Эдвард решает преобразовать самого себя. Оказавшись у Врат и встретившись с Истиной, Эдвард жертвует своими Вратами и способностью использовать алхимию. Истина признаёт своё поражение. Эдвард возвращается обратно вместе с Альфонсом. Эд отдаёт младенца, в которогой превратился Селим Брэдли, его матери. Исполнив свой долг, Хоэнхайм возвращается в Резенбург и умирает перед могилой Триши. | |                       |
| 64 | Конец путешествия «Tabiji no Hate» (旅路の涯)                                                      | 4 июля 2010 года      |
| Ослепший Мустанг лежит в госпитале и при помощи своей команды готовится решить проблемы ишваритов. Его посещают Нокс и Марко, предлагая вернуть зрение с помощью философского камня. Рой согласен, но хочет сначала излечить Хавока от паралича. Майлз собирается помогать Мустангу в решении проблем ишваритов и берёт с собой Шрама, чтобы тот возродил религию Ишвара. Линг обещает Мэй, что став императором Сина, будет заботиться о её клане. Братья Элрики возвращаются в Резенбург, где их ждёт Уинри. Прошло два года. Генерал Грумман, ставший фюрером, посещает вдову Брэдли, которая воспитывает Селима. Альфонс решает отправиться в Син и в другие восточные страны, чтобы больше узнать об алхимии Востока. С ним едут Джерсо и Зампано, всё ещё надеющиеся вернуть свои человеческие тела. Эдвард едет в другую сторону, на Запад. В будущем братья хотят объединить свои знания. Эдвард, прощаясь с Уинри перед посадкой в поезд, наконец-то решился выразить свою любовь к ней, предложив как в алхимии равноценный обмен, половину своей жизни взамен половины жизни Уинри. В ответ девушка после подсчётов готова отдать Эду 85% своей жизни, чем очень веселит его. В эпилоге мы видим фотографию уже взрослых Эдварда и Уинри со своими детьми. | |                       |

## OVA
| 01 | Слепой Алхимик «Момоку-но Рэнкиндзюцуси» (盲目の錬金術師)                         | 26 августа 2009 года |
| Действие происходит до начала событий в сериале «Братство». Эдвард и Альфонс услышали про слепого алхимика по имени Джуд на службе у семьи Харбинджер, который, якобы, успешно произвёл преобразование человека. Встретившись с ним, Эд узнаёт, что Джуд действительно с помощью алхимии воскресил дочь своих хозяев Розали, лишившись взамен своих глаз. Тем не менее, Джуд отказывается обучать Эдварда. Розали приводит Ала в комнату, в которой показывает ему мумию маленькой девочки. Она объясняет, что это настоящая дочь Харбинджеров, появившаяся в результате преобразования человека, проведённого Джудом, в то время как она сама девочка по имени Эми, которую взяли из приюта за её сходство с Розали. Супруги Харбинджеры, испытывая чувство вины перед своим алхимиком, потерявшим глаза, не смогли сказать ему правду, поэтому и выдали приютскую девочку за оживлённую Розали. |                                                                                   |                      |
| 02 | Простые люди «Симпуру-на Хитобито» (シンプルな人々)                               | 23 декабря 2009 года |
| Действие происходит параллельно событиям первых серий сериала «Братство». Братья Элрики собираются в Резенбург отремонтировать автоброню Эда. Чтобы умилостивить Уинри они решают купить ей в подарок серебряные серьги. Позже, Эдвард борется с убийцей и его автоброня ломается вновь. Чтобы избежать гнева Уинри он снова покупает серьги. Уинри объясняет, что решила проколоть уши после встречи с Хоукай в день, когда Эдвард решил стать государственным алхимиком. Братья удивлены таким простым объяснением. Между тем, Хоукай, всегда стригшаяся коротко, решила отрастить волосы. Своей подруге и сослуживцу Ребекке Каталине она сказала, что решилась на это после встречи с Уинри. Ребекка удивлена такой простой причине. В ответ Хоукай говорит, что причины всегда простые, ведь все они живут в простом мире, в котором каждое нажатие на спусковой крючок обрывает жизнь врага. |                                                                                   |                      |
| 03 | История Учителя «Сэнсэй-моногатари» (師匠物語)                                    | 21 апреля 2010 года  |
| Действие происходит в 1897 году, до рождения братьев Элриков. Когда Идзуми было восемнадцать лет, она приехала на Север, чтобы стать ученицей алхимика Сильвера Штайнера. Тот потребовал от неё провести месяц одной в горах Бригс, имея с собой только нож, после этого она сможет начать обучение у него. Уже на второй день Изуми обнаружили солдаты крепости Бригс. Она побеждает их и отбирает продовольственные пайки. На восьмой день Идзуми была близка к голодной смерти, но собравшись с силами, решает, что не может умереть и должна выжить, во что бы то ни стало. На 16-й день она пришла к выводу, что в мире выживают сильные и жестокие. На 24-й день Идзуми решила, что знает, как устроен мир. К концу месяца девушка поняла смысл алхимии, выражаемый фразой «Одно есть всё, всё есть одно». Однако, вернувшись через месяц, Идзуми узнаёт, что разговаривала не с алхимиком, давно умершим, а с его старшим братом, Голдом Штайнером, мастером рукопашного боя. Разозлённая Идзуми бьёт его и уходит. На обратном пути она встретила Сига Кёртиса. Они полюбили друг друга с первого взгляда и пронесли свою любовь через всю жизнь. |                                                                                   |                      |
| 04 | Поле битвы ещё одного человека «Сорэ-мо Мата Карэ-но Сэндзю» (それもまた彼の戦場) | 25 августа 2010 года |
| Действие происходит до начала событий в сериале «Братство». 18-летний Рой Мустанг поступает в Военную академию. Там он столкнулся с проявлением ксенофобии по отношению к ишварскому курсанту по имени Хитклифф Эрбе. Позднее Мустанг знакомится с курсантом Маэсом Хьюзом. Вскоре они стали соперниками, соревнуясь в учебной и боевой подготовке. Однажды Рой видит, как старшекурсники оскорбляют Эрбе и заступается за него. Начинается драка, но на помощь Рою неожиданно приходит Хьюз, разделяющий взгляды Мустанга. Так Рой, Маэс и Хитклифф становятся друзьями. Позже они обсуждают причины, побудившие их поступить на военную службу. 1908 год, отдан приказ о зачистке Ишвара. Мустанг и Эрбе сталкиваются на поле боя. Хитклифф стреляет в Роя, но его спасают серебряные часы, знак государственного алхимика. Хьюз, прикрывавший друга, убивает Эрбе. Выживший Мустанг впадает в отчаяние, не понимая, зачем он убивает граждан своей страны, ради защиты которых пошёл в армию. Приходит Хьюз. Маэс объясняет Рою, что на войне он понял одну вещь: величайшее счастье это спокойно жить с женщиной, которую любишь, и ради этого он выживет, чего бы это ни стоило. Хьюз не забудет, что он делал на войне, но свои грехи он спрячет глубоко внутри себя и сделает жену счастливой. Маэсу удалось встряхнуть Роя, ведь война ещё не закончена. По возвращении Мустанг становится свидетелем воссоединения Хьюза со своей женой и завидует другу. |                                                                                   |                      |